# Finlands svenska Marthaförbund
Finlands svenska Marthaförbund r.f., förkortat Marthaförbundet, är en finländsk kvinnoorganisation som sysslar med vardagskunskap, -ekonomi, ekologi och utbildning. Föreningen har cirka 8500 medlemmar vilket gör det Finlands största svenskspråkiga kvinnoorganisation.
Förbundets nuvarande ordförande är Mia Hafren. Hon började på posten 2023.

## Historia
Föreningen grundades som en tvåspråkig (finska och svenska) förening våren 1899 i Helsingfors i Finland under namnet ”Bildning i hemmen”. Föreningen var en rikstäckande förening för alla kvinnor i hela Storfurstendömet Finland med en verksamhet som syftade till att på olika sätt främja folkbildning.
Inom föreningen diskuterades frågor om kvinnornas situation i det dåtida samhället. Man ville på storfurstendömets två egna språk slå vakt om den egna nationella särarten och motverka förryskning. Man utgick dock från den traditionella kvinnorollen i hemmet som uppfostrare av kommande generationer av ansvarsmedvetna och omdömesgilla medborgare.
Föreningen hade knappt hunnit komma igång med sin verksamhet förrän den drabbades av ett bakslag. Föreningens stadgar godkändes inte av Tsarrysslands generalguvernör i Storfurstendömet Finland, Nikolaj Bobrikoff. Efter att ha ögnat igenom stadgarna förstod man inom rörelsen att det var själva föreningsnamnet "Bildning i hemmen" som väckte förtrytelse hos myndigheterna. Man beslöt att, i all hast, utlysa en namntävling om ett nytt föreningsnamn. Alli Nissinens förslag "Martha" vann allmänt bifall. De nya stadgarna godkändes i juli 1900. Martha var officiellt en opolitisk rörelse, men man tog ändå aktivt ställning till aktuella frågor, till exempel kämpade man för kvinnlig rösträtt. Martha eftersträvade rösträtt för kvinnor baserat på egendom, snarare än som en allmän och lika rättighet. Som första land i Europa fick kvinnorna i Storfurstendömet Finland år 1906 sin rösträtt..
Under första tiden såg myndigheterna inte med blida ögon på rörelsen. Det stod, som regel, ryska gendarmer på patrull utanför de salar där föreningens möten ägde rum. Beryktad är en stor marthafest i Åbo 1913 som fick avbrytas mitt under festtalet på grund av ett meddelande från generalguvernören om att mötet inte fick äga rum. Det är värt att notera att föreningen Martha började få statsunderstöd från och med 1907.
Under föreningens första årtionden expanderade undervisningsverksamheten i snabb takt.  På många orter var marthorna pionjärer i fråga om att grunda hemskolor där såväl barn som vuxna deltog i undervisningen.

### Tudelningen på språklig grund
Finlands svenska Marthaförbund bildades år 1924 då den tvåspråkiga organisationen delades upp på grundval av språken i det finskspråkiga Suomalainen Marttaliitto och i det svenskspråkiga Finlands svenska Marthaförbund. Förutom kampen för att förbättra kvinnans ställning och livsvillkor i samhället i allmänhet stödde Finlands svenska Marthaförbund på alla sätt i synnerhet de finlandssvenska kvinnorna. Den genuina finlandssvenska bygdekulturen upplevde en renässans.
Under årens lopp har marthorna agerat banbrytare och pionjärer för inte bara kvinnliga jämställdhetsfrågor utan också för många andra samhällsfrågor. Till exempel grundades 1939 i Hindhår Finlands första hemsysterskola på initiativ av förbundsledningen. Marthaförbundet talade också varmt för att mannen skulle delta mera i hushållsarbetet. Krigstiden förändrade på ett omvälvande sätt den finländska kvinnans ställning i arbetslivet. Under kriget arbetade allt fler kvinnor i Finland utanför hemmen och då ofta i de så kallade manliga yrkena. Efter kriget gick bara en liten andel av dessa kvinnor tillbaka till livet som hemmafruar. Efterkrigstiden blev en period då man också inom Marthaförbundet allt mer betonade kvinnans aktiva samhällsinsats. Under 1950- och 1960-talen inriktades verksamheten på konsumentupplysning och praktisk varukunskap. År 1954 tog Finlands svenska Marthaförbund och Svenska befolkningsförbundet i Finland initiativ till morsdagsmedaljerna som sedan dess har delats ut varje år. 1970-talet gick in med aktuella teman och debattämnen, till exempel jämlikhet, miljövård, barndagvård och FN:s kvinnoår. Man debatterade husmorsrollen och de obefintliga pensionsförmåner för kvinnor som valt att stanna hemma som hemmafruar. Under 1980- och 1990-talet gick Marthaförbundet in för att profilera sig som en konsumentrådgivande organisation som känner sitt ansvar för miljön.
I dag ligger Marthaförbundets verksamhetsidé igen nära målsättningen i rörelsens barndom. Marthaförbundet engagerar sig för kvinnorna i samhället genom att vara en aktiv opinionsbildare och påverkare såväl nationellt som internationellt. En av dess viktigaste uppgifter är att sprida kunskap och fungera som rådgivare inom alla områden som berör kvinnans liv.
Finlands svenska Marthaförbund består av 500 föreningar, vilka är organiserade i tretton distrikt varav ett är "M-klubben" för finlandssvenska barn och unga. Det finns, allt som allt, omkring 10 000 medlemmar i förbundet.
Marthaförbundet ger ut medlemstidningen "Martha".

## Organisation
Marthaförbundet består av 167 individuella föreningar som fungerar i 13 olika distrikt. Ungmartha, förbundets ungdomsorganisation, räknas som ett eget distrikt. De övriga distrikt är:
- Borgå svenska Marthadistrikt
- Helsingfors svenska Marthadistrikt
- Jakobstads Marthadistrikt
- Mellersta Nylands Marthadistrikt
- Nykarleby Marthadistrikt
- Sydösterbottens Marthadistrikt
- Vasabygdens Marthadistrikt
- Västra Nylands Marthadistrikt
- Åbolands svenska Marthadistrikt
- Ålands Marthadistrikt
- Östra Nylands Marthadistrikt

Det finlandssvenska marthaförbundet samverkar med sitt finskspråkiga systerförbund i Martharörelsen.